# 11.º Ejército (Imperio alemán)
El 11.º Ejército (en alemán: 11. Armee / Armeeoberkommando 11 / A.O.K. 11) fue un nivel de comando de ejército del Ejército Imperial Alemán en la I Guerra Mundial. Fue formado en marzo de 1915 en Kassel originalmente para servir en el frente occidental pero fue transportado a Galitzia para servir en el frente oriental. El ejército fue disuelto el 8 de septiembre de 1915, pero fue recreado el 23 de septiembre de 1915 para la campaña serbia. Fue finalmente disuelto el 7 de enero de 1919.

## Historia
El 11.º Ejército fue formado a principios de 1915. Brevemente luchó en el frente occidental durante la batalla de Ypres, manteniendo la línea contra el ataque Aliado. El 22 de abril, fue transferido y situado con el 4.º Ejército austríaco a las órdenes de Mackensen, detrás de la brecha Gorlice-Tarnow, al sur del río Vístula. En julio de 1915, el 11.º Ejército avanzó en territorio ruso en una ofensiva general alemana. El 11.º Ejército fue disuelto el 8 de septiembre de 1915.
El 23 de septiembre de 1915 fue creado un nuevo 11.º Ejército para la campaña serbia a las órdenes de Max von Gallwitz. Estaba compuesto por el III Cuerpo, el IV Cuerpo de Reserva y el X Cuerpo de Reserva. Después de la retirada del Ejército serbio, el 11.º Ejército permaneció en el frente de Salónica en apoyo del Ejército búlgaro. Durante su tiempo en el frente el ejército gradualmente se compuso de más y más divisiones búlgaras. Para el tiempo de la Ofensiva del Vardar en septiembre de 1918, el 11.º Ejército alemán consistía casi enteramente de soldados búlgaros comandados por oficiales alemanes.
El Cuartel General del Ejército estaba situado en Veles el 31 de enero de 1916, trasladándose a Prilep el 5 de octubre de 1916 hasta la retirada a Hungría en septiembre de 1918.

## Comandantes
El 11.º Ejército tuvo los siguientes comandantes hasta ser absorbido por el Heeresgruppe Mackensen el 8 de septiembre de 1915:
| Desde                                           | Comandante                                | Previamente  | Posteriormente                                                       |
| ----------------------------------------------- | ----------------------------------------- | ------------ | -------------------------------------------------------------------- |
| 9 de marzo de 1915 hasta el 27 de marzo de 1915 | General de Infantería Max von Fabeck      | XIII Cuerpo  | 1.º Ejército                                                         |
| 16 de abril de 1915                             | Generaloberst August von Mackensen        | 9.º Ejército | Heeresgruppe Mackensen concurrentemente desde el 27 de abril de 1915 |
| 22 de junio de 1915                             | Generalfeldmarschall August von Mackensen | 9.º Ejército | Heeresgruppe Mackensen concurrentemente desde el 27 de abril de 1915 |

El "nuevo" 11.º Ejército tuvo los siguientes comandantes:
| Desde                                                  | Comandante                                | Previamente                                                     | Posteriormente                 |
| ------------------------------------------------------ | ----------------------------------------- | --------------------------------------------------------------- | ------------------------------ |
| 23 de septiembre de 1915                               | General de Artillería Max von Gallwitz    | 12.º Ejército                                                   | Grupo de Ataque Oeste - Verdún |
| 16 de abril de 1916 actuando hasta 23 de julio de 1916 | General de Infantería Arnold von Winckler | IV Cuerpo de Reserva concurrentemente hasta 24 de julio de 1916 | I Cuerpo                       |
| 5 de junio de 1917                                     | General de Infantería Kuno von Steuben    | XVIII Cuerpo de Reserva                                         | Estatus retirado               |